# 水口章
水口 章（みずぐち あきら、1954年（昭和29年） - ）は、中東研究者、敬愛大学教授。専門は中東と国際関係、対外政策論、国際社会学、国際協力学。BS朝日番組審議会委員。

## 経歴
1976年（昭和51年）、日本大学文理学部史学科卒業。法政大学大学院公共政策研究科博士後期課程満期退学。駿台高等予備校講師を経て、1978年（昭和53年）に財団法人中東調査会の職員となりチーフ研究コーディネーター・上席研究員・『中東研究』編集長などを歴任。この間、2001年（平成13年）にBS朝日番組審議委員（ - 現在）、2002年（平成14年）に大学評価・学位授与機構「国際的な連携及び交流活動に関する専門委員会」委員（ - 2004年（平成16年））に就任した。
2003年（平成15年）に中東調査会を退職して敬愛大学国際学部助教授に就任。2005年（平成17年）から同大准教授、2007年（平成19年）から同大国際交流センター長（ - 2009年（平成21年））、2010年（平成22年）から同大国際学部教授。
獨協大学、千葉県立保健医療大学で非常勤講師も務める。
過去には筑波大学大学院地域研究研究所、早稲田大学、日本大学、津田塾大学で非常勤講師を務めた。
また、2004年（平成16年）から社団法人国際情勢研究会研究員（ - 2009年（平成21年））。現在、民間外交推進協会の日本・中東文化経済委員会委員、財団法人日本国際協力財団の国際協力NPO助成制度審査委員。
なお、参議院議員関口昌一とは高校時代の同級生であった。

## 主張
- 日本の戸籍制度について、「戸籍制度」が存在することで、父母の離婚や親の死亡などによって、幼児の時から父母の戸籍に一人だけ残ってしまう「幼児のひとり戸籍問題」や、「婚外子差別問題」「性同一性障害者の戸籍上の性別問題」「選択的夫婦別姓問題」など、差別に関わる問題が生じてくる、と述べている[3]。

## 著書
- 『イラクという国』 岩波書店<岩波ブックレット>315、1993年。
- 『中東を理解する――社会空間論的アプローチ』日本評論社、2010年。